# Garliava
Garliava ( escoltar (?·pàg.)) és una de les 103 ciutats de Lituània situada al comtat de Kaunas. Garliava es troba a 10 km al sud del centre de Kaunas. El 1809 Józef Godlewski va construir l'església de la Santíssima Trinitat i la va anomenar Godlewo en el seu honor, encara que els lituans van començar a anomenar-la Garliava. Aquest any és en general vist com el de la fundació de Garliava. S'estenia al llarg d'una ruta postal significativa entre Sant Petersburg, Kaunas, Marijampolė i Varsòvia.
Godlewski també va construir un lloc de culte per als luterans i una sinagoga de jueus.

## Nom

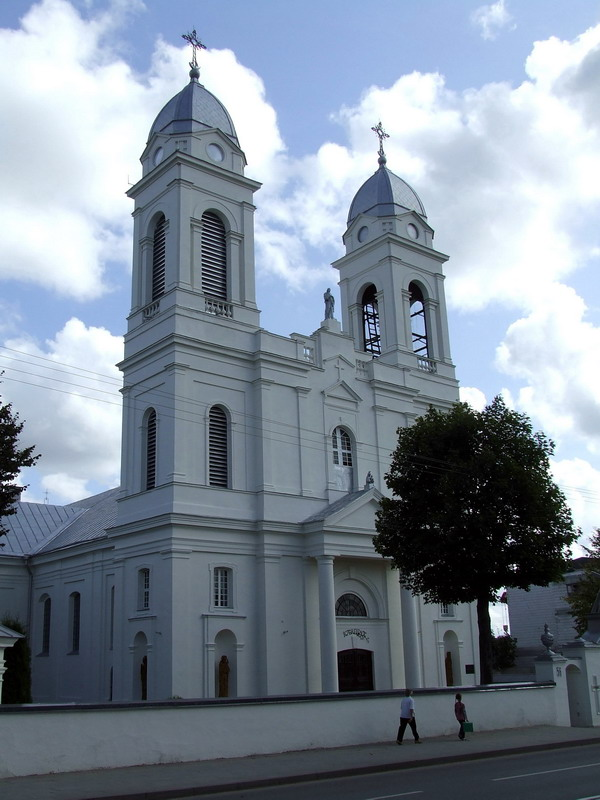
Església de la Trinitat a Garliava

Garliava és el nom en lituà de la ciutat.
Les versions del nom en altres llengües inclouen 
- polonès: Godlewo
- Rus: Годлево Godlevo
- Belarús: Гадлева Gadleva
- Yiddish: גודלעבע Gudleve
- Letó: Garļava